# Kanzaki
Kanzaki (Japans: 神埼市, Kanzaki-shi) is een Japanse stad in de prefectuur Saga. In 2014 telde de stad 31.987 inwoners. 

## Geschiedenis
Op 29 maart 2006 werd Kanzaki benoemd tot stad (shi). Dit gebeurde na het samenvoegen van de toenmalige gemeente Kanzaki met de gemeenten Chiyoda (千代田町) en Sefuri (脊振村).
Steden:
Imari · Kanzaki · Karatsu · Kashima · Ogi · Saga (hoofdstad) · Takeo · Taku · Tosu · Ureshino

Districten:
Fujitsu · Higashimatsuura · Kanzaki · Kishima · Miyaki · Nishimatsuura
Gemeenten per district